# Marcellaz-Albanais
Marcellaz-Albanais là một xã trong tỉnh Haute-Savoie thuộc vùng Auvergne-Rhône-Alpes đông nam Pháp.